# 蒂蒂里山
17°15′20″S 69°49′26″W / 17.25556°S 69.82389°W
蒂蒂里山（Titiri），是秘魯的山峰，位於該國南部塔克納大區，由塔拉塔區和蒂卡科區負責管轄，屬於安地斯山脈的一部分，海拔高度4,560米。